# Strafgefangener
Strafgefangene sind Personen, die eine Haft- bzw. Freiheitsstrafe wegen einer gesetzlich geahndeten Straftat in einem Gefängnis verbüßen.

## Verschiedene Arten der Haft
Die Strafhaft aufgrund einer gerichtlich angeordneten Freiheitsstrafe ist im deutschen Strafrecht eine Maßnahme der Rechtspflege und wird mit dem Strafrecht, Strafverfahrens- bzw. Strafvollzugsrecht geregelt. Sie ist von anderen Arten des Freiheitsentzugs zu unterscheiden, zu denen
Ordnungshaft (ab einem Tag), Zwangs- und Untersuchungshaft („U-Haft“) gehören, ferner die Auslieferungshaft und die Abschiebungshaft. Sie haben im Allgemeinen einen zeitlich begrenzten Rahmen.
Manchmal mündet eine Verurteilung zu einer Geldstrafe ebenfalls in eine Freiheitsstrafe, wenn der Verurteilte nicht zahlungsfähig ist. In diesem Fall spricht man von „Ersatzfreiheitsstrafe“.
In rechtsstaatlichen Ländern unterliegen die Haftanstalten einer staatlich geregelten Aufsicht; Jugendliche und „geistig abnorme Rechtsbrecher“ (Österreich und Liechtenstein) werden in jeweils speziellen Anstalten inhaftiert, vielfach auch weibliche Häftlinge. Psychisch kranke Straftäter, teilweise auch solche mit Schuldunfähigkeit nach § 20 StGB, werden bei Wiederholungsgefahr in Deutschland im Maßregelvollzug inhaftiert. Präventiv können Gerichte zum Schutz der Allgemeinheit vor gefährlichen Straftätern eine Sicherungsverwahrung bereits im Urteil und bei negativer Besserungsprognose während der Haft in Einzelfällen auch nachträglich anordnen.

## Rechte und Pflichten
Strafgefangene unterliegen einer Einschränkung ihrer Grundrechte, wie z. B. Art. 5 Abs. 1 S. 3 GG (Einschränkung der Pressefreiheit).
Des Weiteren haben sie während des Vollzugs gewisse Rechte und Pflichten, letztere bestehen u. a. in einem der Hausordnung entsprechenden Verhalten und im Verrichten der zugewiesenen Arbeit (siehe Abschnitt „Arbeit und Angebote in Haftanstalten“)
Zu ihren Rechten zählen in freiheitlich verfassten Ländern unter anderem die Möglichkeit des Briefverkehrs und von zeitweiligen Besuchen, das Recht auf Erfüllung der körperlichen Grundbedürfnisse, auf tägliche Bewegung im Freien usw., und meist auch ein Appellationsrecht. Für Minimalregelungen siehe auch die Menschenrechte.
Gegen Ende der Haft besteht meist die Möglichkeit des tageweisen oder längeren Urlaubs aus der Haft (Freigang), um sich eine Wohnung oder eine Arbeitsstelle zu suchen. In dieser Zeit – und nach der Haftentlassung – steht ihnen meist ein Bewährungshelfer zur Seite.
Gefangene müssen regelmäßige Kontrollen über sich ergehen lassen, zusätzlich werden sie außerhalb des Gefängnisses oder bei Besuchsterminen gefesselt. Hierzu ist die Klassifizierung entscheidend. Meistens werden Gefangene aber mit Hand- und Fußfesseln gefesselt.

## Arbeit und Angebote in Haftanstalten
In Deutschland sind Strafgefangene nach § 41 Strafvollzugsgesetz zur Arbeit verpflichtet. Allerdings sind sie aufgrund dieser Arbeit bisher nicht in der gesetzlichen Rentenversicherung versichert. Weil dieses Problem öffentlich kaum bewusst und von den Medien nur sehr selten aufgegriffen wird, hat die Initiative Nachrichtenaufklärung es im Jahr 2012 an die erste Stelle der am meisten vernachlässigten Themen gesetzt. 2015 beschloss die Justizministerkonferenz, den Strafvollzugsausschuss der Länder zu beauftragen, Grundlagen und Auswirkungen einer Einbeziehung der Gefangenen in die Rentenversicherung zu prüfen und das Ergebnis wiederum der Ministerkonferenz vorzulegen.
Der Verbandsrat des Paritätischen Gesamtverbandes hatte zu diesen Fragen am 27. März 2015 ein Positionspapier zur Arbeit und Beschäftigung von Strafgefangenen verabschiedet. Ende 2018 verwies Rolf Rosenbrock vom Paritätischen Gesamtverband darauf, dass die Justizministerkonferenz im Juni 2018 erneut empfohlen hatte, die Häftlinge in die Rentenversicherung aufzunehmen; sein Verband begrüße diese Empfehlung.
Am 19. Februar 2019 hat die Bundestagsfraktion Bündnis 90/Die Grünen zu diesem Thema eine Kleine Anfrage an die Bundesregierung gerichtet.
Im März 2020 legte die Rentenkommission „Verlässlicher Generationenvertrag“ ihren Schlussbericht mit zahlreichen Empfehlungen vor. Die Bundesarbeitsgemeinschaft für Straffälligenhilfe e. V. verweist darauf, dass „darin die Situation von haftentlassenen Menschen gänzlich unbeachtet bleibt. Ältere Menschen, die während der Haft gearbeitet haben, gehen weiterhin leer aus. Trotz geleisteter Arbeit werden ihnen keine Rentenanwartschaften angerechnet. Bei mehrjährigen Freiheitsstrafen droht die dauerhafte Abhängigkeit von Transferleistungen oder ein Leben in Armut im Alter.“
Am 1. September 2021 brachte das TV-Magazin „plusminus“ der ARD einen vertiefenden Beitrag zu diesen nach wie vor ungelösten Problemen.
Für die Arbeit im Gefängnis oder in externen Arbeitsstätten gebührt den Strafgefangenen seit etwa 150 Jahren eine geringe Entschädigung, in der Schweiz Pekulium genannt. Sie beträgt in den deutschsprachigen Ländern derzeit zwischen 1,20 € (Vergütungsstufe 1) und 2,10 € (Vergütungsstufe 7) Euro pro Stunde. Ende 1920 wurde sie beispielsweise in Deutschland deutlich erhöht: Zuchthaus-Gefangene bekamen nun 1 Mark statt vorher 20 Pfennig, andere Gefangene 1,50 Mark statt 30 Pfennig.
Heute (2021) liegt das Lohnniveau für Strafgefangene oft unter dem des Mindestlohns.
Was in deutschen Justizvollzugsanstalten mit den Bezügen des Gefangenen geschieht, ist im Strafvollzugsgesetz festgelegt: Vier Siebtel werden als Überbrückungsgeld für ihn bis zur Entlassung verwahrt, der Rest als Hausgeld ausbezahlt. Zusätzlich erhält der Gefangene seit 2001 noch eine nicht-monetäre Anerkennung seiner Arbeitsleistung; arbeitet er zwei Monate lang am Stück, so wird ihm ein sogenannter „Freistellungstag“ gut geschrieben. Diesen kann er entweder als Zellenurlaub verbringen oder Urlaub aus der Haft beantragen. Bei Nichtinanspruchnahme der Freistellungstage werden sie ihm bei der Entlassung angerechnet – er kommt also früher frei.
Die Gefangenen haben Anspruch auf eine medizinische Grundversorgung und im Regelfall auf etwas Freizeitgestaltung, wie z. B. Sport. In den meisten Anstalten sind auch Besuche eines speziell ausgebildeten Gefangenen-Seelsorgers vorgesehen.
Eine neuere Entwicklung für die Besserung von Gewalttätern ist eine Art Mediation mit den Opfern, wenn sie zustimmen und das Gericht dies für sinnvoll ansieht. Sie besteht in einer (fachkundig begleiteten) Kontaktaufnahme der Beteiligten, die insbesondere bei Jugendlichen vorwiegend positiv verlaufen. Den Opfern ermöglicht sie eine gezieltere Verarbeitung des Erlebten, andererseits den Tätern eine klarere Einsicht in ihre Tat und die Folgen. Auch Versuche zur Einbindung in die Gesprächstherapie und die Seelsorge finden statt (siehe z. B. Clemens Kleine in der JVA Berlin).
Prinzipiell verläuft ein Gefängnisaufenthalt und die Zeit nachher positiver, wenn Täter zu motivieren sind, an der eigenen „Besserung“ aktiv mitzuarbeiten und möglichst auch Verantwortung für die weitere Prävention zu übernehmen. Bisher erlebten das die Betroffenen vorwiegend als Abwertung bzw. als Druck. Einige Ausbildungszweige in der Sozialpädagogik bzw. Bewährungshilfe beginnen gegenzusteuern, indem das häufige Missverständnis zwischen Sozialarbeiter(in) und Täter(in) nicht als (vorwiegend negative) Bewertung erlebt wird. Psychologisch gesehen sind in diesem Spannungsfeld der Sozialarbeit im Gefängnis auch die guten Seiten des Strafgefangenen und ihre sog. Ressourcen einzubeziehen.
Für Freizeitaktivitäten besteht die Möglichkeit zu Ad-hoc-Gruppenbildungen – etwa im sportlichen oder im kulturellen Bereich. So gibt es z. B. verschiedenorts Theaterprojekte mit jugendlichen Strafgefangenen, die teilweise von renommierten Künstlern geleitet werden. Zu erwähnen ist hier etwa Dortmund, wo sich die freie Schriftstellerin und Regisseurin Ursula Krechel (* 1947 Trier, heute Frankfurt) stark eingebracht hat.

## Die (Erlebens)welt der Strafgefangenen
Wenn die (Erlebens)welt – und damit auch der Alltag – von Strafgefangenen in 3 Phasen aufgeteilt wird, so ergibt sich:
a) in der Einlieferungsphase:
… durch den Zugang;
- Die Anonymität des „Durchlaufs“
- Die „Entpersönlichung“
- Der Statusverlust
- Der Rollenverlust
- Die Anpassungsschwierigkeiten an (Anstalts-)Normen („Knastsprache-“ und Amtssprache)
- Die Verunsicherung
- Die Suizidgefahr
- Die Institutionalisierung, gekennzeichnet durch den geregelten Tagesablauf
- Der Verlust der (Arbeits-)Qualität

b) während des laufenden Strafvollzugs:
- Die Verarmung (auch der Familie)
- Die Unselbstständigkeit
- Das Tagträumen
- Die Monotonie des Alltags
- Die Beziehungsängste
- Die Auseinandersetzung mit der Subkultur
- Die Entfremdung zur Außenwelt
- Die Veränderung des Weltbildes
- Ein (besonderer) Umgang mit der „Schuld“
- Die ausstehende „Wiedergutmachung“
- Der Verlust der Selbstbestimmung, z. B. wenn Gefangene bei Transport oder Besuchsterminen gefesselt sind.

c) während der Entlassungsphase:
- Viele übersteigerte Vorsätze
- Eine gestörte Selbsteinschätzung
- Viele Ängste in Bezug auf die Zukunft

## Straflager

### Australien und Sibirien

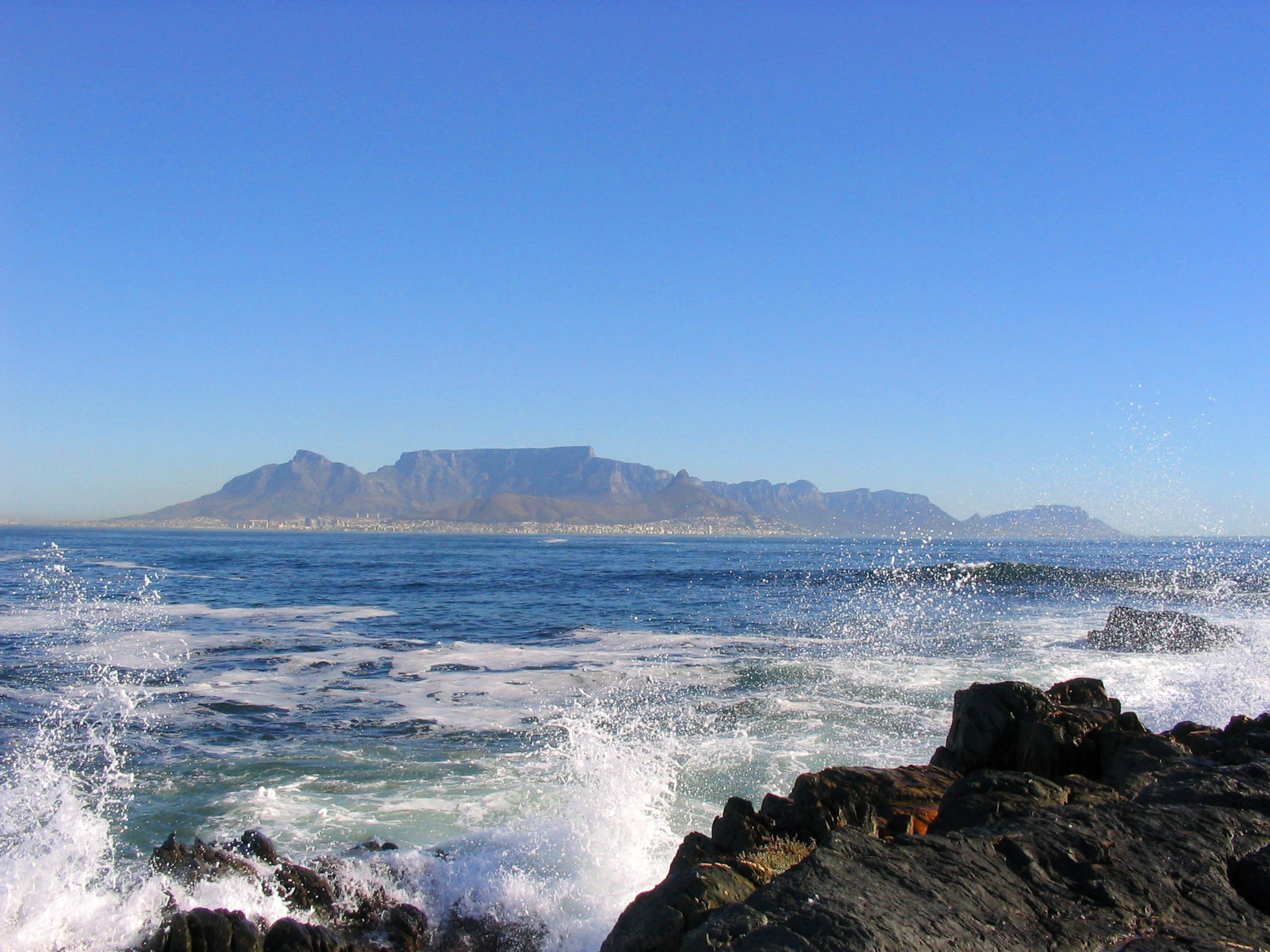
Blick von Robben Island auf Kapstadt

Am meisten Gefangene zählten die britischen Strafkolonien in Australien, wohin in kaum 100 Jahren (bis 1868) insgesamt 160.000 Gefangene verbannt wurden. Zeitweilig waren es mehr Strafgefangene als Siedler (siehe Geschichte Australiens).
Meist denkt man beim Stichwort „Lager“ an die Zwangsarbeiter oder die vielen Arbeitslager bei den Bergwerken Sibiriens – die z. B. an der Kolyma und im Tscherskigebirge erst um 1990 aufgelöst wurden. Auch politische und Kriegsgefangene wurden dorthin verbracht.

### Gefängnisinseln
Seit sich die europäische Seefahrt von den Küsten der Kontinente löste, wurden auf vielen Inseln sog. Strafkolonien gegründet. Bekannte Beispiele solcher Gefängnisinseln sind – von Ost nach West:
- Sachalin (pazifisches Ostsibirien), dessen Bevölkerung zum Gutteil Nachfahren russischer Gefangener ab dem 19. Jahrhundert sind
- İmralı im Marmarameer bei Istanbul
- Robben Island vor Kapstadt (Südafrika)
- die „nackte Insel“ Goli otok der jugoslawischen KP-Zeit bei Rab
- die Toskana-Insel Pianosa – das italienische Alcatraz (s. u.)
- die Haftanstalt Bastøy auf der Insel Bastøy im Oslofjord Norwegen
- die Elbinsel Hahnöfersand bei Hamburg
- die Festungsinsel Château d’If 3 km vor Marseille
- Santiago (Kap Verde) und seine Badiu-Kultur,
- Cayenne und die Teufelsinsel (Französisch-Guayana)
- Fernando de Noronha im brasilianischen Atlantik
- die „Große Insel“ Ilha Grande vor Rio de Janeiro
- Alcatraz mitten in der San Francisco Bay
- teilweise die Kokosinseln

und viele andere.

## Andere Ausdrücke
Ein Häftling oder Gefängnisinsasse ist eine Person, die in einer Haftanstalt (Gefängnis) untergebracht ist. Die rechtlich korrekte Bezeichnung ist Gefangener bzw. Untersuchungshäftling, da diese stets in den Strafvollzugsgesetzen verwendet werden (z. B. § 2 StVollzG in Deutschland). Der beschönigende Begriff -Insasse wird in Medien verwendet.